# PEN Hemingway-díj
A  PEN Hemingway-díj  (Hemingway Foundation/PEN Award)  egy irodalmi díj az Amerikai Egyesült Államokban, melyet minden évben átadnak egy olyan amerikai szerző regényéért vagy novelláskötetéért, aki korábban még nem kapott szépirodalmi díjat. Az irodalmi elismerést támogatja az Ernest Hemingway Foundation, melyet 1987 óta a Hemingway Társaság (Hemingway Society) és a New England-i Nemzetközi PEN írók szervezete igazgat. Mary Hemingway, az író Ernest Hemingway özvegye hozta létre a díjat, megemlékezve néhai férjéről. 
Az első helyezett 25 000 USA-dollár pénzjutalomban részesül. A győztes, valamint a két második helyezett és a két a döntős is ösztöndíjat kap az Ucross Alapítványnál. A díjat a bostoni John F. Kennedy Könyvtár és Múzeumban (John F. Kennedy Library and Museum) adják át.

## Díjazottak
- 1976 Loyd Little Parthian Shot
- 1977 Renata Adler Speedboat
- 1978 Darcy O'Brien A Way of Life, Like Any Other
- 1979 Reuben Bercovitch Hasen
- 1980 Alan Saperstein Mom Kills Kids and Self
- 1981 Joan Silber Household Words
- 1982 Marilynne Robinson Housekeeping
- 1983 Bobbie Ann Mason Shiloh and Other Stories
- 1984 Joan Chase During the Reign of the Queen of Sheba
- 1985 Josephine Humphreys Dreams of Sleep
- 1986 Alan V. Hewar Lady's Time
- 1987 Mary Ward Brown Tongues of Flame
- 1988 Lawrence Thornton Imagining Argentina
- 1989 Jane Hamilton The Book of Ruth
- 1990 Mark Richard The Ice at the Bottom of the World
- 1991 Bernard Cooper Maps to Anywhere
- 1992 Louis Begley Wartime Lies
- 1993 Edward P. Jones Lost in the City
- 1994 Dagoberto Gilb The Magic of Blood
- 1995 Susan Power The Grass Dancer
- 1996 Chang-Rae Lee Native Speaker
- 1997 Ha Jin Ocean of Words
- 1998 Charlotte Bacon A Private State
- 1999 Rosina Lippi Homestead
- 2000 Jhumpa Lahiri Interpreter of Maladies
- 2001 Akhil Sharma An Obedient Father
- 2002 Justin Cronin Mary and O'Neil
- 2003 Gabriel Brownstein The Curious Case of Benjamin Button, Apt. 3W
- 2004 Jennifer Haigh Mrs. Kimble
- 2005 Chris Abani Graceland
- 2006 Yiyun Li A Thousand Years of Good Prayers
- 2007 Ben Fountain Brief Encounters With Che Guevara
- 2008 Joshua Ferris Then We Came to the End
- 2009 Michael Dahlie A Gentleman's Guide to Graceful Living
- 2010 Brigid Pasulka A Long, Long Time Ago and Essentially True
- 2011 Brando Skyhorse The Madonnas of Echo Park
- 2012 Teju Cole Open City
- 2013 Kevin Powers The Yellow Birds
- 2014 NoViolet Bulawayo We Need New Names
- 2015 Arna Bontemps Hemenway Elegy on Kinderklavier
- 2016 Ottessa Moshfegh Eileen
- 2017 Yaa Gyasi Homegoing
- 2018 Weike Wang Chemistry
- 2019 Tommy Orange There There
- 2020 Ruchika Tomar A Prayer for Travelers
- 2021 Kawai Strong Washburn Sharks in a Time of Saviors[2]
- 2022 Torrey Peters Detransition, Baby[3]
- 2023 Oscar Hokeah Calling for a Blanket Dance[4]
- 2024 Fuentes Javier Countries of Origin[5]